# Olaszfa, Vas
Olaszfa  este un sat în districtul Vasvár, județul Vas, Ungaria, având o populație de 411 locuitori (2011). 

## Demografie
Componența etnică a satului Olaszfa
     Maghiari (92,67%)
     Romi (7,33%)
Componența confesională a satului Olaszfa
     Romano-catolici (75,43%)
     Reformați (7,3%)
     Fără religie (1,95%)
     Necunoscută (15,33%)
     Alte religii (1,46%)
Conform recensământului din 2011, satul Olaszfa avea 411 locuitori. Din punct de vedere etnic, majoritatea locuitorilor (92,67%) erau maghiari, cu o minoritate de romi (7,33%).  Din punct de vedere confesional, majoritatea locuitorilor (75,43%) erau romano-catolici, existând și minorități de reformați (7,3%) și persoane fără religie (1,95%). Pentru 15,33% din locuitori nu este cunoscută apartenența confesională.